# 2021년 토론토 국제 영화제
제46회 토론토 국제 영화제는 2021년 9월 9일에 열린 시상식이다.

## 수상 및 후보

### 관객상
- 벨파스트 - 케네스 브래너 수상

### 다큐멘터리 관객상
- 더 레스큐 - 엘리자베스 차이 베사헬리 외 1명 수상

### 미드나잇 매드니스 관객상
- 티탄 - 쥘리아 뒤쿠르노 수상

### 캐나다 장편영화상
- 쌩땅느 - 레인 베르메트 수상

### 캐나다 단편영화상
- 더 샤먼스 어프렌티스 - 자카리아스 쿠눅 수상

### 국제단편영화상
- 디스플레이스드 - 사미르 카라호다 수상

### FIPRESCI-상
- 아나톨리안 레오파드 - 엠레 카이즈 수상

### 넷팩상
- 코스타 브라바, 레바논 - 무니아 알 수상

### 토론토 플랫폼상
- 유니 - 카밀라 안디니 수상

### 체인지메이커 상
- 스카버러 - 샤샤 나카이 외 1명 수상

### 현대 세계 영화 부문
- 7 프리즈너스 - 알렉스 모라토
- 알 유 로운섬 투나잇? - 샤이페이 웬
- 컴파트먼트 넘버.6 - 유호 쿠오스마넨
- 코스타 브라바, 레바논 - 무니아 알
- 자키 - 클린트 벤틀리
- 키킹 블러드 - 블레인 튜리어
- 라 소가 2 - 매니 페레즈
- 마리아 샤프델라인 - 세바스티앙 필로트
- 메두사 - 애니타 호샤 다 실베이라
- 무리나 - 안토네타 알라마트 쿠시야노비치
- 노바디 헤즈 투 노우 - 보리 라네스
- 아웃 오브 싱크 - 주안조 지멘네즈 페나
- 스몰 바디 - 라우라 사마니
- 테러라이저스 - 호위딩
- 더 도터 - 마누엘 마틴 쿠엔카
- 더 그래비디거스 와이프 - 카다르 아이데루스 아흐메드
- 더 힐 웨어 라이어너즈 로어 - 루아나 바야미
- 견습공의 일주일 - 네우스 발루스
- 디 아더 톰 - 로라 산툴로 외 1명
- 더 휠 - 스티브 핑크
- 트루 띵즈 - 해리 우리프
- 언클렌칭 더 퍼스트 - 키라 코발렌코
- 사랑과 복수 - 에드윈
- 웨더 더 웨더 이즈 파인 - 카를로 프란시스코 Y. 마나타드
- 인트레갈디 - 라두 문틴

### 디스커버리 부문
- 어 뱅큇 - 루스 펙스턴
- 혼자 사는 사람들 - 홍성은
- 아나톨리안 레오파드 - 엠레 카이스
- 애즈 인 헤븐 - 테아 린드버그
- 더그 더그 - 리트윅 패릭
- 파라 - 다린 살람
- 런 투 스윔 - 타이론 타미
- 로 인비저블 - 자비에르 안드레이드
- 파카 - 니틴 루코스
- 퀴크닝 - 하야 와심
- 스카버러 - 샤샤 나카이 외 1명
- 스네이크헤드 - 에반 렁
- 더 게임 - 아나 라자레비치
- 투 킬 더 비스트 - 아구스티나 산 마틴
- 터그 오브 워 - 아밀 시브지
- 와일드후드 - 브레튼 핸냄

### 갈라스 부문
- 벨파스트 - 케네스 브래너
- 버그만 아일란드 - 미아 한센-러브
- 디어 에반 한센 - 스티븐 크보스키
- 재기드 - 앨리슨 클레이만
- 레이크우드 - 필립 노이스
- 라스트 나잇 인 소호 - 에드가 라이트
- 나이트 레이더스 - 다니스 고렛
- 원 세컨드 - 장이머우
- 사일런트 나이트 - 카밀 그리핀
- 루이스 웨인 - 윌 샤프
- 더 굿 하루스 - 마야 포브스 외 1명
- 더 매드 워먼스 볼 - 멜라니 로랑
- 더 서바이버 - 배리 레빈슨
- 더 워스트 펄슨 인 더 월드 - 요아킴 트리에

### 다큐멘터리 부문
- Attica - 스탠리 넬슨
- BURNING - 에바 오너
- Beba - Rebeca Huntt
- Becoming Cousteau - 리즈 가버스
- Comala - Gian Cassini
- 플리 - 요나스 포헤르 라스무센
- Hold Your Fire - Stefan Forbes
- Julia - Julie Cohen 외 1명
- Listening to Kenny G - 페니 레인
- Oscar Peterson: Black + White - 배리 에이브리치
- The Devil's Drivers - Mohammed Abugeth 외 1명
- The Rescue - 지미 친 외 1명
- Three Minutes - A Lengthening - Bianca Stigter
- Wochiigii lo: End of the Peace - Heather Hatch

### 미드나잇 매드니스 부문
- 애프터 블루 - 베르트랑 만디코
- 대쉬캠 - 롭 새비지
- 살룸 - 장 뤽 에르뷜로
- 티탄 - 쥘리아 뒤쿠르노
- 유 알 낫 마이 마더 - 케이트 돌란
- 잘라바 - 아살란 아미리

### 단편 부문
- A Few Miles South - Ben Pearce
- ASTEL - Ramata-Toulaye Sy
- 더 샤먼스 어프렌티스 - 자카리아스 쿠눅
- Anxious Body - 요리코 미즈시리
- Beity - Isabelle Mecattaf
- Bhai - 함자 뱅가쉬
- 붑스 - 마리 발라드
- Charlotte - Zach Dorn
- DEFUND - Khadijah Roberts-Abdullah 외 1명
- DUST BATH - 세스 스미스
- 디스플레이스드 - 사미르 카라호다
- Masquerade - 올리브 노주
- Fanmi - 산드린 브로듀-데스로지어스 외 1명
- Hanging On - 알피 바커
- 아이 고타 룩 굿 포 더 아포칼립스 - 아이스 카르탈
- I Would Never - 키란 디올
- Little Bird - Tim Myles
- 러브, 대드 - 디아나 캠 반 응우옌
- Meneath: The Hidden Island of Ethics - 테릴 리 칼더
- 모토사이클스트 해피니스 원트 핏 인투 히즈 수트 - 가브리엘 허레라 토레스
- Nuisance Bear - Jack Weisman 외 1명
- Ousmane - 조지 카마로티
- Saturday Night - 로자나 메이트키
- 샤크 - 내쉬 에저튼
- 소프트 애니멀즈 - 레니 잔
- Some Still Search - Nesaru Tchaas
- Srikandi - Andrea Nirmala Widjajanto
- 서세스풀 쏘잉 오브 미스터 모로 - 제리 카를손
- Sycorax - 로이스 파티노 외 1명
- The Future Isn't What It Used To Be - 아디예미 마이클
- The Infantas - Andrea Herrera Catala
- The Syed Family Xmas Eve Game Night - 포지아 미르자
- Togeether - 알버트 신
- Trumpets in the Sky - 라칸 마야시
- Twelve Hours - 폴 스콜도프
- White Devil - 마리아마 디알로 외 1명
- 유 앤 미, 비포 앤 애프터 - 마들렌 고틀리브
- Zero - 리 필리포브스키

### 특별한 발표 부문
- 아헤드스 니 - 나다브 라피드
- 알리 & 아바 - 클라이오 바나드
- 올 마이 푸니 사로스 - 마이클 맥고완
- 베네딕트 - 테렌스 데이비스
- 샬롯 - 타히르 라나 외 1명
- 디온 워릭: 돈 메리크 미 오버 - 데이브 울리 외 1명
- 드라이브 마이 카 - 하마구치 류스케
- 인카운터 - 마이클 피어스
- 프랑스 - 브루노 뒤몽
- 아임 유어 맨 - 마리아 슈라더
- 이넥서블 - 파브리스 뒤 벨즈
- 이누-오 - 유아사 마사아키
- 링귀이, 더 세크레이드 본드스 - 마하마트 살레 하룬
- 마더링 선데이 - 에바 허슨
- 오피셜 콤피티션 - 마리아노 콘 외 1명
- 쁘티 마망 - 셀린 시아마
- 썬다운 - 미셸 프랑코
- 더 박스 - 로렌조 비가스
- 디 아이즈 오브 타미 페이 - 마이클 쇼월터
- 더 폴스 - 청몽홍
- 더 길티 - 안톤 후쿠아
- 더 휴먼스 - 스티븐 카람
- 더 미들 맨 - 벤트 해머
- 더 파워 오브 더 도그 - 제인 캠피온
- 더 스탈링 - 데오도르 멜피
- 더 스토리 오브 마이 와이프 - 일디코 엔예디
- 쓰리 플로어스 - 난니 모레티
- 바이올렛 - 저스틴 베이트먼
- 웨얼 이즈 안느 프랭크 - 아리 폴만
- 울프(영어판) - 나탈리 비안케리

### 플랫폼 부문
- 아르튀르 랭보 - 로랑 캉테
- Drunken Birds - 이반 그르보비치
- 이어위그 - 뤼실 하지할릴러비치
- Huda's Salon - 하니 아부 아사드
- Good Madam - Mlungu Wam
- Montana Story - 스콧 맥게히 외 1명
- Silent Land - Aga Woszczynska
- Yuni - 카밀라 안디니

### 파장 부문
- '레드필터가 철회됩니다.' - 김민정
- A Night of Knowing Nothing - 파얄 카파디아
- Dear Chantal - 니콜라스 페레다
- Futura - 피에트로 마르첼로 외 2명
- Inner Outer Space - 라이다 레르순디
- Neptune Frost - 사울 윌리엄스 외 1명
- Polycephaly in D - 마이클 A. 로빈슨
- 쌩땅느 - 레인 베르메트
- The Capacity for Adequate Anger - 비카 커쉔바우어
- 더 걸 엔드 더 스파이더 - 라몬 취르허
- 더 트스궈 다이어리스 - 모린 파젠데이로 외 1명
- 트레인 어게인 - 피터 체르카스키
- 지구지구지구 - 사이토 다이치

### 프라임타임 부문
- Colin in Black and White - 에바 두버네이 외 3명
- Hellbound - 연상호
- Sort Of - 팹 필립포 외 3명
- The Panthers - Miki Magasiva 외 6명

### 특별상영
- 어떤 영웅 - 아쉬가르 파라디
- 듄 - 드니 빌뇌브
- 메모리아 - 아피찻퐁 위라세타쿤
- NBA Films For Fans created with OLG - Various Directors
- 스펜서 - 파블로 라라인